# Municipio de Greenland (Arkansas)
El municipio de Greenland (en inglés: Greenland Township) es un municipio ubicado en el condado de Washington en el estado estadounidense de Arkansas. En el año 2010 tenía una población de 2624 habitantes y una densidad poblacional de 46,35 personas por km².

## Geografía
El municipio de Greenland se encuentra ubicado en las coordenadas 35°59′19″N 94°10′43″O / 35.98861, -94.17861. Según la Oficina del Censo de los Estados Unidos, el municipio tiene una superficie total de 56.61 km², de la cual 56,14 km² corresponden a tierra firme y (0,83 %) 0,47 km² es agua.

## Demografía
Según el censo de 2010, había 2624 personas residiendo en el municipio de Greenland. La densidad de población era de 46,35 hab./km². De los 2624 habitantes, el municipio de Greenland estaba compuesto por el 93,64 % blancos, el 1,03 % eran afroamericanos, el 1,26 % eran amerindios, el 0,99 % eran asiáticos, el 0,99 % eran de otras razas y el 2,1 % eran de una mezcla de razas. Del total de la población el 3,51 % eran hispanos o latinos de cualquier raza.